# Vire Normandie
Vire Normandie is een gemeente in het Franse departement Calvados in de regio Normandië. De gemeente telde op 1 januari 2022 17.411 inwoners en maakt deel uit van het arrondissement Vire.
De gemeente Vire Normandie ontstond op 1 januari 2016 door de fusie van de gemeenten Coulonces, Maisoncelles-la-Jourdan, Roullours, Saint-Germain-de-Tallevende-la-Lande-Vaumont, Truttemer-le-Grand, Truttemer-le-Petit, Vaudry en Vire, die tot 22 maart 2015 het kanton Vire hadden gevormd.
Vire is een historische stad, een voormalige vestingstad in het hertogdom Normandië. Toch is het voornamelijk een moderne stad nadat de oude stad grotendeels werd verwoest in 1944 en na de oorlog weer werd opgebouwd.
In de gemeente ligt het spoorwegstation Vire.

## Geografie
De oppervlakte van Vire Normandie bedraagt 138,52 vierkante kilometer; Op 1 januari 2022 was de bevolkingsdichtheid 125,7 inwoners per km².

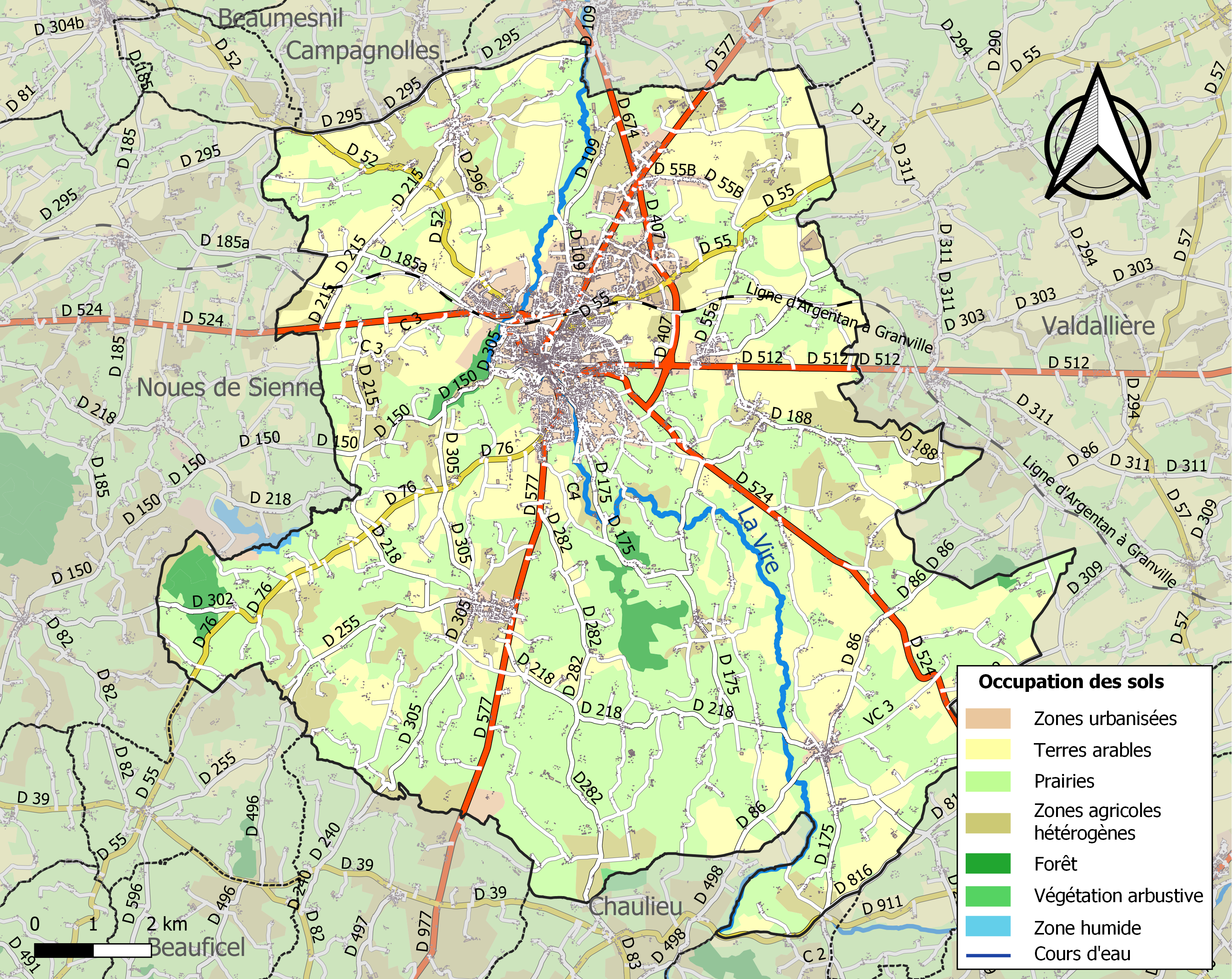

Kaart van het voormalige kanton Vire, gelijk aan de huidige gemeente, tegen de andere toenmalige kantons van Calvados

De bovenstaande kaart toont de ligging van Vire Normandie met de belangrijkste infrastructuur en aangrenzende gemeenten. Vire is de hoofdplaats van gemeente. Coulonces ligt ten noordwesten van Vire aan de autoweg D296. Vaudry ligt ten noordoosten van Vire aan de autoweg D55. Zuidelijker liggen Roullours, Truttemer-le-Grand en Truttemer-le-Petit, alle op de oostelijke oever van de Vire. Ten zuiden van Vire op de westelijke oever van de Vire ligt Maisoncelles-la-Jourdan. Ten westen daarvan ligt Saint-Germain-de-Tallevende-la-Lande-Vaumont aan de autoweg D577.
De Vire stroomt door de gemeente.
Beaumesnil · Campagnolles · Landelles-et-Coupigny · Le Mesnil-Robert · Noues de Sienne · Pont-Bellanger · Pont-Farcy · Saint-Aubin-des-Bois · Sainte-Marie-Outre-l'Eau · Vire Normandie